# Beeranakal, Tumkur
Beeranakal là một làng thuộc tehsil Tumkur, huyện Tumkur, bang Karnataka, Ấn Độ.